# トレブリンカ強制収容所
座標: 北緯52度37分35秒 東経22度2分49秒 / 北緯52.62639度 東経22.04694度

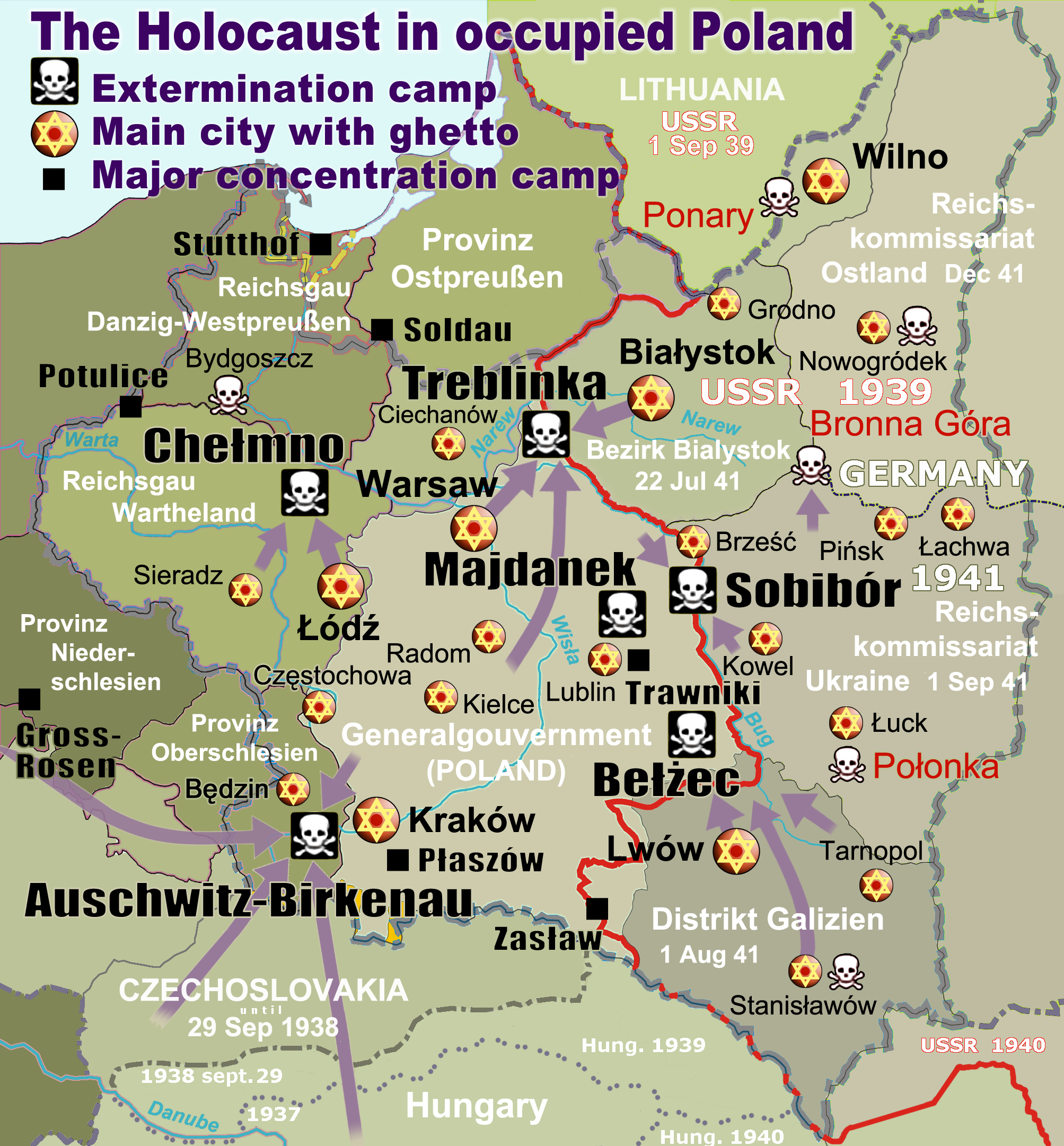

トレブリンカ強制収容所（トレブリンカきょうせいしゅうようじょ、Konzentrationslager Treblinka）、もしくはトレブリンカ絶滅収容所（トレブリンカぜつめつしゅうようじょ、Vernichtungslager Treblinka）は、ワルシャワから北東約90kmに存在したナチス・ドイツの強制収容所である。ポーランドのユダヤ人絶滅を目的としたラインハルト作戦に則って作られた三大絶滅収容所の一つである（他にベウジェツ強制収容所、ソビボル強制収容所）。
1942年7月23日の開所から1943年10月19日に放棄されるまでの約14か月の間に、70万人 - 90万人のユダヤ人と2000人のロマが殺害されたと推定されている。

## 歴史

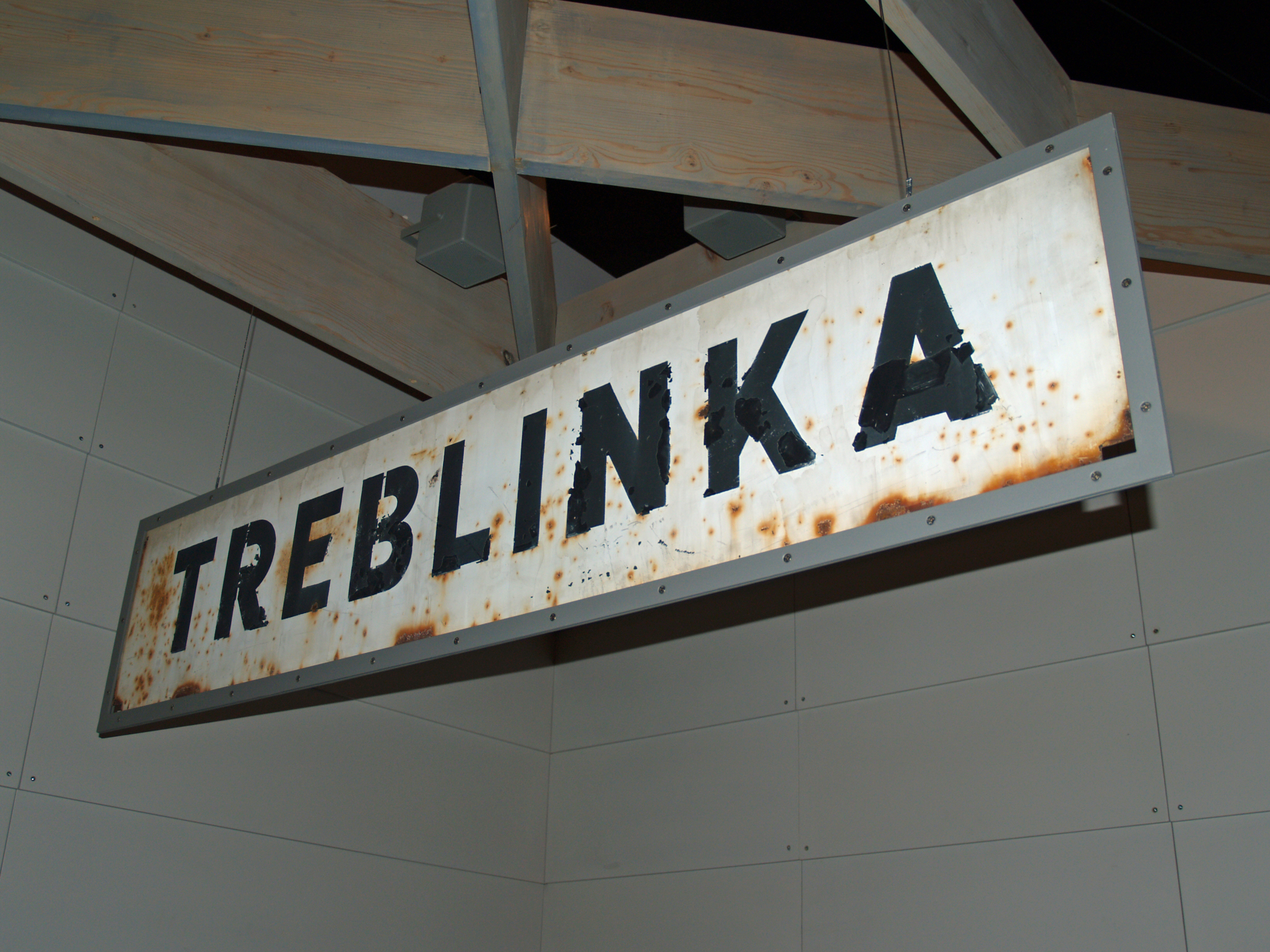
イスラエルのヤド・ヴァシェムに展示されているトレブリンカの看板

1942年5月にリヒャルト・トマラ親衛隊大尉の指揮により建設工事が開始された。建設はリーグニッツのシェーンブルン社(Schönbronn)とワルシャワのシュミット＝ミュンスターマン社(schmidt  münstermann)が請け負い、作業員としてワルシャワ・ゲットーのユダヤ人たちが動員された。建設案については、トマラは自身が建設指揮をとったソビボル強制収容所に多くの部分を倣った。
1942年7月よりエルヴィン・ラムベルト親衛隊伍長（de:Erwin Lambert）の指揮下、ガス室が稼働開始しユダヤ人絶滅作戦が始まる。トレブリンカには主にワルシャワ地方やラドム地方、ビアウィストク地方、ルブリン地方、マケドニア＝トラキア地方、ドイツ本国、テレージエンシュタットからユダヤ人が移送されてきた。ここに到着後、数時間のうちに殺害されている。

### 囚人の反乱と閉鎖

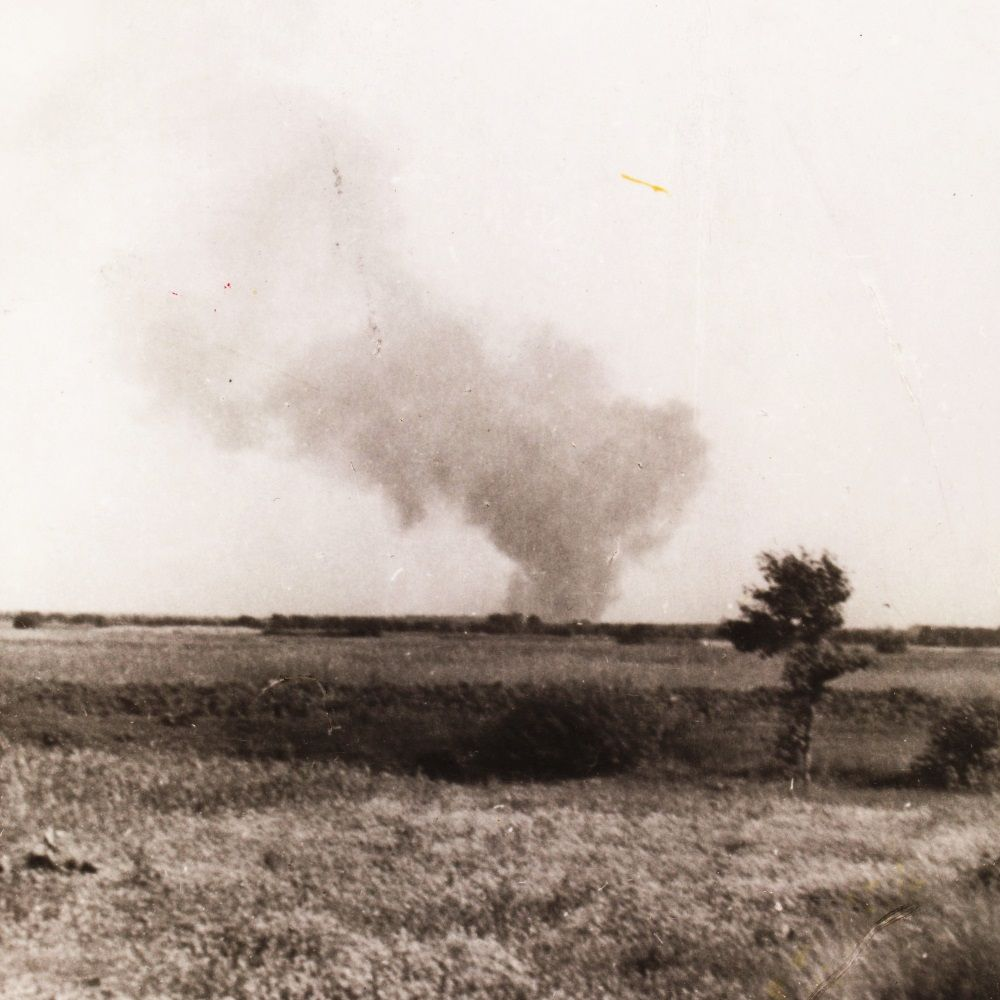
反乱により黒煙を上げるトレブリンカ収容所

1943年8月2日、ユダヤ人特別労務班の反乱がおこり、収容所内の建物を放火しほとんどを焼き払い、収容所の1000人の囚人のうち600人ほどが混乱に乗じ脱走成功した。しかしその後親衛隊の捜索でほとんどは再度捕縛された。戦後まで生き残ったのは100人ほどであったという。
この大規模脱走事件を機に収容所は解体されることになった。8月18日と19日のビアウィストク・ゲットーからの被移送者8,000人のガス殺を最後にトレブリンカの施設は爆破され、犠牲者の遺体は掘り起こされ焼却された。しかしこの折に周囲の町々まで悪臭が漂ったため、遺体処分後土地は改めて整地されて上にウクライナ系農民たちの家を建てさせ、通常の農地のように偽装し隠蔽が図られた。これら隠蔽工作もユダヤ人労働者を使用して行われ、彼らは全ての隠蔽作業が完了した1943年11月17日に全員銃殺された。

## 構造

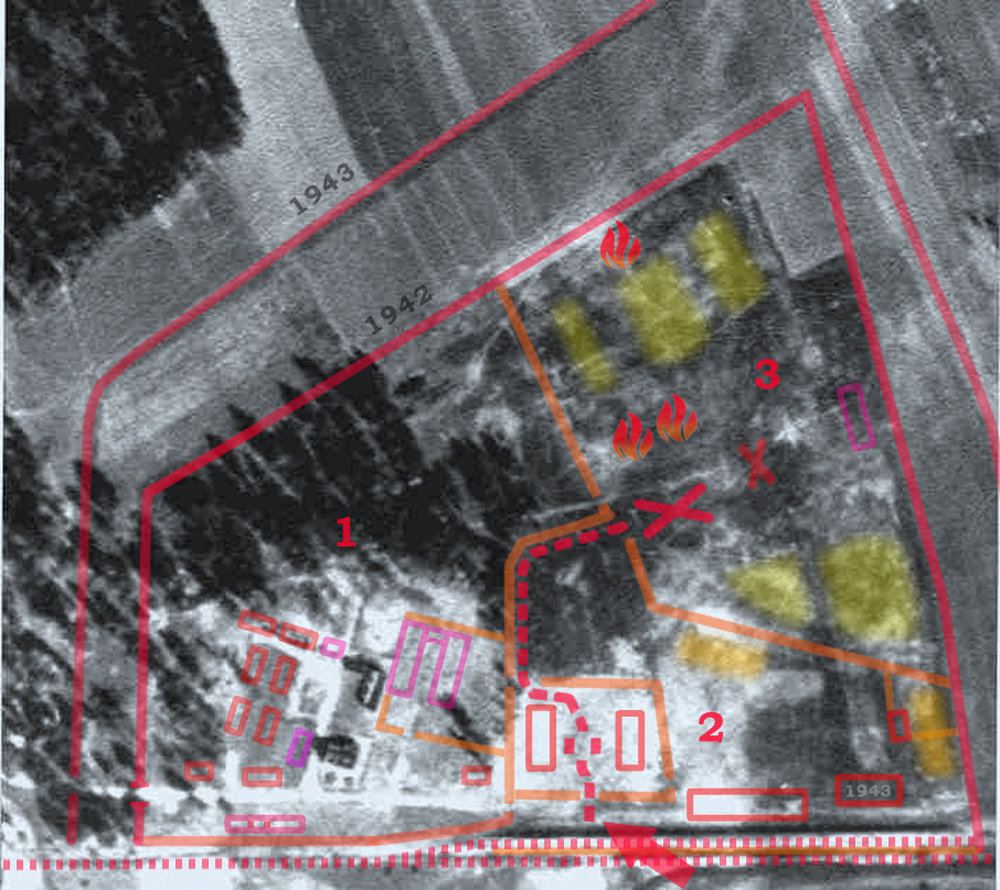
解体・隠蔽工作後のトレブリンカ跡地の航空写真（1944年撮影）に、解体された施設の位置をマーキングしたもの。左下には看守の居住区が、画像下の矢印で印された場所には連れてこられたユダヤ人の集荷場が、中央右の×印の場所にガス室が存在した。

トレブリンカ強制収容所は先に建設された二つの強制収容所（ベウジェツ強制収容所とソビボル強制収容所）と類似した設計になっていた。収容所敷地は矩形であり、面積13.5ha。高さ3mの鉄条網、機関銃、サーチライトを備えた監視塔で囲まれていた。絶滅収容所のため一般の強制収容所と比べると手狭であった。付近に人家は少なく、ビルケナウ強制収容所のような鉄道引込み線が設けられた。収容所内は第一収容区と第二収容区に分かれ、第一収容区には入口・事務所・厨房・倉庫・作業場・菜園・100人から140人ほどのウクライナ人看守の宿舎などがあった。第二収容区はユダヤ人特別労務班のバラック、脱衣バラック、ガス室、遺体焼却施設、共同墓地が存在し、ここで虐殺が行われた。親衛隊員は20名ほどで、収容所要職に就いてウクライナ人看守たちを指揮した。彼らは入口の近くの武器庫の側で暮らしていた。
ガス室はソビボルと同型で4m四方、高さ2.6m。一見シャワー室に見えるよう天井に給水管に見せかけたパイプが走り、そこにソ連軍から鹵獲した戦車のエンジンから排出される一酸化炭素を流し大量殺戮を行っていた。

## 現在のトレブリンカ

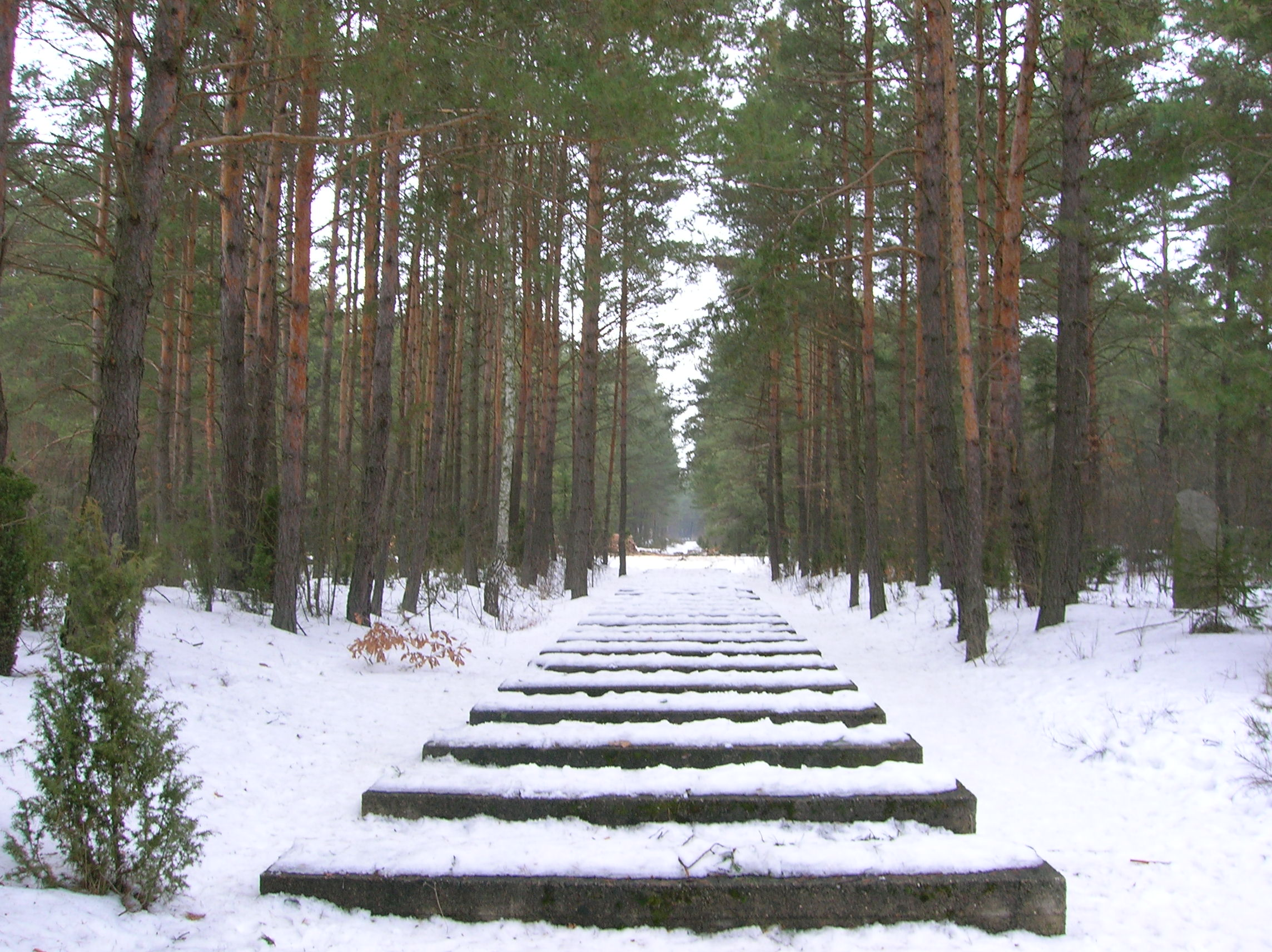
トレブリンカへの鉄道線路跡

前述のように収容所は証拠隠滅のためナチスによって徹底破壊されたため当時の建物は一つも残っていない。現在の収容所跡地には鉄道引き込み線や犠牲者の持ち物などを焼却した縦穴、ガス室の存在を示す地下からの換気のための煙突が地表付近にいくつか覗いているが、これらはいずれも復元されたものである。しかし移送されてきたユダヤ人たちが降り立ったプラットホーム跡、収容所へ向かう鉄道の支線が通されていた獣道、そしてたくさんの慰霊碑や記念碑などが当時の面影を偲ばせている。近隣に鉄道路線はなく、訪問者の多くは1時間半の道のりをワルシャワで観光バスなどのチャーター便もしくはレンタカーを仕立ててくる。史跡としての整備は最小限に留められ、収容所跡地周辺もパンフレットなどを販売する売店が散在する程度で宿泊施設も存在せず、外国から訪れるには相応の準備を必要とする。

## 関連人物

### 所長
- リヒャルト・トマラ親衛隊大尉（1942年5月－1942年6月）
- イルムフリート・エベール親衛隊中尉（1942年7月－1942年9月）
- フランツ・シュタングル親衛隊大尉（Franz Stangl）（1942年9月－1943年8月）
- クルト・フランツ親衛隊少尉（Kurt Franz）（1943年8月－1943年11月）

### 主な所員・看守
- ハインリヒ・マテス親衛隊軍曹（Heinrich Matthes）凶暴で知られた看守。
- エルヴィン・ランベルト親衛隊伍長（Erwin Lambert）
- グスタフ・ミュンツベルガー親衛隊伍長（Gustav Münzberger）
- フランツ・ズーホメル親衛隊伍長（de:Franz Suchomel）
- マックス・ビアラ親衛隊兵長（Max Biala） 囚人に殺害された看守。

### 主な囚人
- ヤヌシュ・コルチャック（Janusz Korczak）
- ゾフィア・ザメンホフ（英語版）（Zofia Zamenhof）
- リディア・ザメンホフ（Lidia Zamenhof）
- サムエル・ヴィレンベルク（英語版）（Samuel Willenberg）脱出を試みた収容者のうち、最後の1人の生存者[14]。

## 参考文献

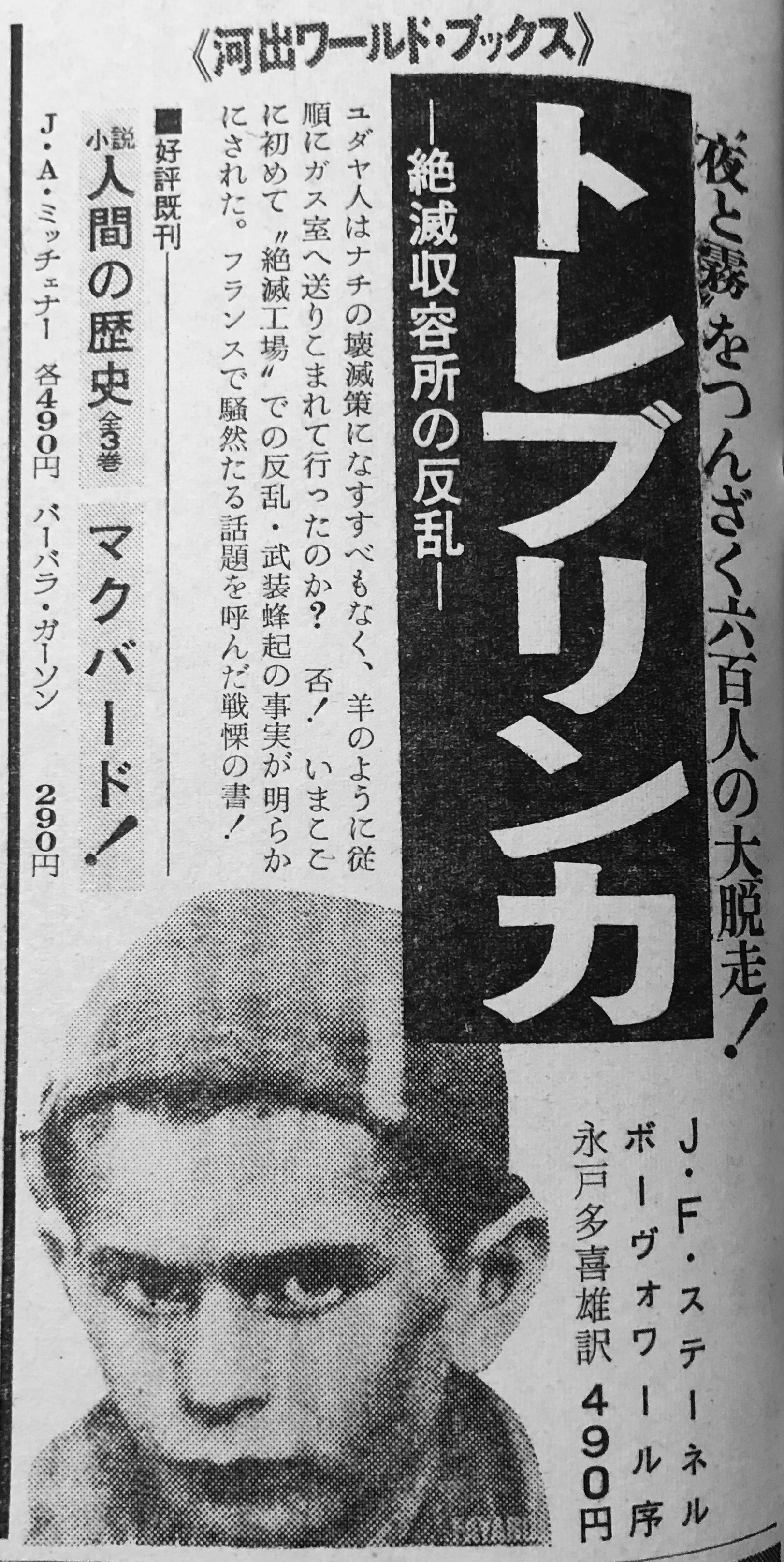
ジャン=フランソワ・ステーネル著『トレブリンカ―絶滅収容所の反乱』（河出書房、1967年）の広告